# 水谷尚人
水谷 尚人（みずたに なおひと、1966年12月22日 - ）は日本の経営者。Jリーグ加盟クラブの株式会社湘南ベルマーレの前代表取締役社長および株式会社ガンバ大阪代表取締役社長（第9代）。

## 略歴
- 1989年 - 早稲田大学教育学部卒業
- 1989年 - リクルート入社
- 1992年 - 日本サッカー協会入局
- 1996年 - 2002年FIFAワールドカップ日本組織委員会出向
- 2002年 - 株式会社SEA設立、代表取締役就任
- 2002年 - 株式会社湘南ベルマーレ強化部長
- 2003年 - 株式会社SEA Global設立、代表取締役就任
- 2007年 - 産業能率大学スポーツマネジメント研究所客員研究員
- 2010年 - 株式会社湘南ベルマーレ取締役
- 2013年 - NPO法人湘南ベルマーレスポーツクラブ理事長
- 2015年 - 株式会社小田原スポーツマーケティング代表取締役
- 2015年12月27日 - 大倉智の後任として株式会社湘南ベルマーレ代表取締役社長就任[1]
- 2022年 - 12月31日付で株式会社湘南ベルマーレ代表取締役社長を退任[2]
- 2023年 - 1月1日付で公益社団法人日本プロサッカーリーグカテゴリーダイレクター就任[2]
- 2025年 - 1月1日付で小野忠史の後任として株式会社ガンバ大阪代表取締役社長就任[3]。同社社長職は代々パナソニックグループからの出向者が務めており、外部招聘は異例の人事である。